# Prekomorske zajednice Francuske
Collectivités d'outre-mer ili COM (hrvatski bi prijevod bio Prekomorske zajednice) izraz je korišten u političkoj podjeli Francuske. To su prekomorski teritoriji Francuske s posebnim statusom u Republici Francuskoj.
Dana 28. ožujka 2003. ustavnom je reformom promijenjen status bivših prekomorskih teritorija TOM (territoires d'outre-mer) u COM.
Trenutno postoji šest vrsta ovakve zajednice unutar Francuske Republike, to su:
- Francuska Polinezija, koja ima poveću autonomiju i dva posebna naslova u svojoj administraciji. To su "Predsjednik Francuske Polinezije" (président de la Polynésie française), koji je na čelu lokalne vlade, i naslov "Prekomorska zemlja" (pays d'outre-mer), koji dodatno označava ovaj teritorij. Ta je reforma provedena 27. veljače 2004.

- Mayotte je otok u Indijskom oceanu, koji je odvojen od Komora 1976. Status ovog otoka je sličan statusu departmana, otok ima svoje vlastito Generalno vijeće (conseil général), a i otok ima dodatan naziv koji obilježava njegov status - collectivité départementale. Taj status ima od 11. srpnja 2001.

- Sveti Petar i Mikelon se nalazi u Atlantskom oceanu, blizu Newfoundlanda, Kanada. Ima status sličan departmanu i svoje vlastito Generalno vijeće.

- Wallis i Futuna se nalazi u Tihom oceanu i ima vrlo poseban status. To je jedino područje Francuske koje nije podijeljeno u općine.

- Sveti Bartolomej, otok u Malim Antilima.
- Sveti Martin, sjeverni dio otoka Sveti Martin u Malim Antilima.

|  | Portal Francuske – Pristup člancima s tematikom o Francuskoj. |